# Augochloropsis crassiceps
Augochloropsis crassiceps là một loài Hymenoptera trong họ Halictidae. Loài này được Moure mô tả khoa học năm 1947.